# III koncert fortepianowy Czajkowskiego
Koncert fortepianowy Es-dur op. posth. 75 Piotra Czajkowskiego – utwór składający się formalnie z 2 kompozycji przeznaczonych do wykonywania przez fortepian z orkiestrą dające razem 3 części grane często jako jeden utwór.

## Historia
Kompozycja ta w twórczości Czajkowskiego jest utworem o najbardziej złożonej i skomplikowanej historii. Pierwowzorem koncertu była Symfonia Es-dur nad którą Czajkowski porzucił pracę w 1882. Do materiału muzycznego jakim dysponował kompozytor powrócił na początku kwietnia 1883. W dniach 5-13 lipca 1883 powstała cz. I utworu. Piotr Czajkowski zmarł 25 października?/6 listopada 1893. Prawykonanie tej części miało miejsce 7 stycznia 1895 w Petersburgu.
W listopadzie 1894 brat kompozytora zaczął przeglądać pozostawione szkice oraz rękopisy. Wraz z byłym studentem Czajkowskiego – Siergiejem Taniejewem postanowili wydać odnalezione dwie części symfonii (przerobione wcześniej przez Piotra na fortepian z orkiestrą) jako dwie kolejne części koncertu fortepianowego (pierwszą było Allegro Brilante). Publikacja miała miejsce w 1897 jako opus 79. Pierwsze publiczne wykonanie Andante i Finale miało miejsce 8 lutego 1897. Partię fortepianu wykonał Taniejew.

## Instrumentacja
Utwór przeznaczony jest do wykonywania przez orkiestrę symfoniczną oraz fortepian wykonujący partię solową.
Skład orkiestry (według kolejności zapisywania w partyturze):
- W Allegro Brilante:
  - flet piccolo
  - 2 flety poprzeczny
  - 2 oboje
  - 2 klarnety
  - 2 fagoty
  - 4 waltornie (rogi)
  - 2 trąbki
  - 3 puzony
  - tuba
  - kotły
- 2 skrzypiec
  -     - I skrzypce
    - II skrzypce

  - wiolonczele
  - 2 kontrabasy
    - I kontrabas
    - II kontrabas
- W Andante:
  - Instrumenty dęte drewniane
  - waltornie (rogi)
  - kwintet smyczkowy
    - 2 skrzypiec
      - I skrzypce
      - II skrzypce

    - altówki
    - wiolonczele
    - kontrabasy
- W Finale:

Skład cz. III jest bardzo podobny do tego z cz. I oraz dwóch poprzednich koncertów fortepianowych Czajkowskiego.

## Forma
Kompozycja składa się z trzech części które w praktyce przekładają się na 2 osobne utwory:
- Allegro Brillante op. posth. 75 (pod tym opusem prezentowany jest cały koncert)
- Andante i Finale op. posth. 79
  - Andante
  - Finale

### Allegro Brillante
Cz. I ma formę allegra sonatowego. Zawiera on 3 a nie jak przyjęto w typowej, klasycznej strukturze 2 tematy muzyczne. Pierwszy z nich jest żywy, drugi liryczny, natomiast trzeci ma charakter tańca ludowego.

### Andante i Finale
- Cz. II podobnie jak cz. II z II Koncertu fortepianowego zawiera charakterystyczną relację między fortepianem a wiolonczelą.
- Cz. III grana jest w tempie allegro maestoso.